# Archie Bradley
Pour les articles homonymes, voir Bradley.
Archie Bradley (né le 10 août 1992 à Muskogee, Oklahoma, États-Unis) est un lanceur droitier des Phillies de Philadelphie de la Ligue majeure de baseball.

## Carrière
Joueur à l'école secondaire de Broken Arrow en Oklahoma, Archie Bradley est le choix de première ronde des Diamondbacks de l'Arizona et le 7e athlète sélectionné au total au repêchage amateur de 2011. Une bourse pour jouer au baseball et au football américain pour les Sooners de l'université d'Oklahoma lui est offerte mais, quelques minutes avant l'échéance de la période de signature des choix de repêchage, il accepte un contrat professionnel de 5 millions de dollars avec les Diamondbacks.
Ses débuts dans le baseball majeur sont attendus. En effet, Bradley se classe quatre années de suite dans le top 100 des meilleurs joueurs d'avenir dressé par Baseball America. Il apparaît au 25e rang du palmarès avant le début des saisons 2012, 2013 et 2015 avec une percée au 9e rang en 2014. Les deux dernières années, il est le joueur appartenant aux Diamondbacks qui est le mieux classé sur ce palmarès,. En 2014, il est le lanceur le mieux classé du top 100 de Baseball America après Masahiro Tanaka (4e rang) qui arrive cependant des ligues professionnelles japonaises.
En juillet 2013, Bradley participe au match des étoiles du futur au Citi Field de New York. Au cours de cette saison 2013, il maintient une moyenne de points mérités de 1,84 en 152 manches lancées entre les niveaux A+ et AA et est nommé lanceur de l'année en ligues mineures dans l'organisation des Diamondbacks. Ennuyé par des maux de coude, il est limité à 18 départs dans les mineures en 2014, dont ses 5 premiers avec le club-école de niveau AAA à Reno, et sa moyenne de points mérités s'élève à 4,45 en 83 manches lancées.
Il livre d'excellentes performances et maintient une moyenne de points mérités de 1,61 en 22 manches lancées au camp d'entraînement des Diamondbacks en 2015, mais le club semble avoir déjà décidé de la composition de sa rotation de lanceurs partants et il ne reste à Bradley qu'une chance de trouver un poste au sein du personnel de releveurs. Le 2 avril, Arizona échange le lanceur partant Trevor Cahill aux Braves d'Atlanta. afin de libérer une place à Bradley dans la rotation.
Le 11 avril 2015, Archie Bradley fait ses débuts dans le baseball majeur avec Arizona. Il tient tête à Clayton Kershaw des Dodgers de Los Angeles pour sa première victoire : il n'accorde qu'un coup sûr, aucun point et 4 buts-sur-balles dans une victoire de 6-0 des Diamondbacks.